# Trambileno
Trambileno település Olaszországban, Trento megyében. Lakosainak száma 1471 fő (2023. január 1.). Trambileno Posina, Rovereto, Terragnolo, Vallarsa és Valli del Pasubio községekkel határos.

## Népesség
A település népességének változása:
| Lakosok száma | 1460 | 1471 | 1471 |
|               | 2017 | 2018 | 2023 |